# أمير حسين محمدي
أمير حسين محمدي (بالفارسية: امیرحسین محمدی) (1992 بإيران - ) هو لاعب كرة قدم إيراني في مركز الوسط. لعب مع نادي شاهين بوشهر.